# 修文镇 (眉山市)
修文镇，是中华人民共和国四川省眉山市东坡区下辖的一个乡镇级行政单位。

## 行政区划
修文镇下辖以下地区：
东光社区、铝城村、列神村、青龙村、上马桥村、英雄村、凌江村、三宝村、大轮村、易新村、国庆村、龙合村、十字卡村、岳营村和罗营村。